# Pussy (Lied)
Pussy ist ein Lied der Neue-Deutsche-Härte-Band Rammstein. Es ist die erste Single des Albums Liebe ist für alle da und wurde am 18. September 2009 veröffentlicht. Musik und Text stammen von Rammstein selbst, die Produktion übernahmen Rammstein und Jacob Hellner.

## Text
Das Lied handelt vom Sextourismus bzw. der Klischeeisierung der männlichen Deutschen als Sextouristen. Ein solcher ist das lyrische Ich.
Der Text ist zur Hälfte deutsch und zur Hälfte englisch. Dessen Wirkung wurde dadurch verstärkt, dass in den deutschsprachigen Passagen eine große Anzahl deutscher Wörter verwendet wurde, die im Englischen sowohl als Lehnwörter gebräuchlich sind als auch deutsche Klischees bedienen, wie Autobahn, Blitzkrieg, Bratwurst oder Sauerkraut. Dabei werden diese Wörter im Liedtext in unüblichen Kontexten verwendet, so dass ein deutschsprachiger Hörer die Bedeutung noch erahnen kann, für englischsprachige Hörer aber nur noch diese Signalwörter verständlich bleiben: „Schönes Fräulein, Lust auf mehr, Blitzkrieg mit dem Fleischgewehr“.
Ursprünglich wurde der Liedtext von Till Lindemann in deutscher Sprache verfasst und basierte auf seinem Gedicht Was ich liebe. Es existiert eine rein englischsprachige Demo-Version von Pussy, von deren Text lediglich der Refrain für die Albumfassung aus dem Jahr 2009 übernommen wurde. Auf Richard Kruspes Hinwirken wurden die Strophen neu verfasst. Zudem basierte diese düsterer klingende Version auf einer anderen Melodie. Letztere erschien später mit einem neuen Text unter dem Titel Gib mir deine Augen.

## Veröffentlichung
Die Single ist als Download, Maxi-Single, 7″- sowie 12″-Single erhältlich. Die Maxi-Single sowie die 12″ enthalten das Lied Rammlied als B-Seite. Die 12″-Vinyl-Edition ist in einer klaren Kunststoff-Hülle erhältlich, während die 7″ als Cardsleeve und die Maxi-Single als Digipack daherkommen. Die Stückzahl der 12″ ist auf 2000 handnummerierte Einheiten begrenzt, die 7″ auf 3000 Exemplare.
Auf dem dazugehörigen Cover sind die Köpfe der Bandmitglieder auf nackte Frauenkörper montiert, die vor einem schwarzen Hintergrund stehen.

## Liveaufführung

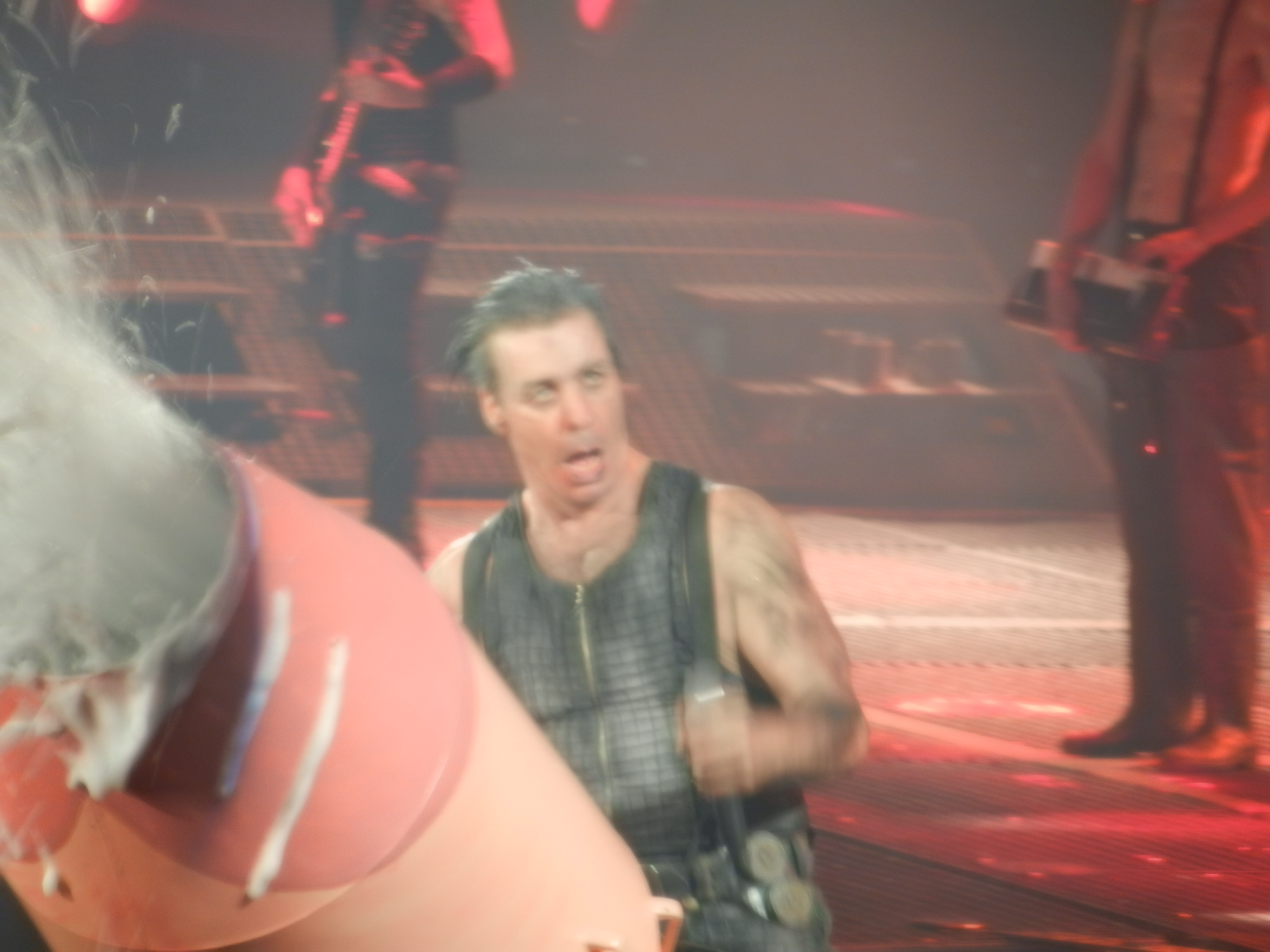
Sänger Till Lindemann an der „Peniskanone“ am 4. Mai 2012 in der Allstate Arena, Rosemont, USA

Pussy feierte, wie die meisten Lieder von Rammstein, bei einem exklusiven Fankonzert im Oktober 2009 in Berlin Premiere. Während der Liebe ist für alle da Tour von 2009 bis 2011 war Pussy das letzte Lied des Hauptteils der Konzerte. Während des Auftritts zertrümmerte Lindemann seinen Mikrofonständer und saß anschließend auf einer großen, als Penis verkleideten Schaumkanone, und beschoss die vorderen Zuschauerreihen mit Schaum, worauf anschließend Konfetti in den Farben der deutschen Nationalflagge in das Publikum geschossen wurde. Später wurde eine größere, silberne raketenartige Kanone eingesetzt.
Im Zuge der Vorwürfe sexueller Übergriffe 2023 nahm die Band das Lied vorübergehend aus dem Konzertprogramm.

## Musikvideo
Das Video wurde von Jonas Åkerlund im Atelier II der Havelstudios im Stadtteil Berlin-Westend gedreht und feierte seine offizielle Premiere am 16. September 2009 auf einem niederländischen Erotikportal. Zum einen ist zu sehen, wie die Band – in schwarzes Leder gekleidet – das Lied in einem Studio singt und spielt, zum anderen sind die Musiker in sechs Pornoepisoden zu sehen. Zu sehen sind: Till Lindemann als Playboy, Christoph Schneider als CEO, Paul Landers als Cowboy, Oliver Riedel als SM-Fetischist, Richard Kruspe als Partyboy und Christian „Flake“ Lorenz als Transsexueller („Heeshie“). In allen sechs Sequenzen ist zu sehen, wie die Bandmitglieder Frauen zum Sex verführen oder von diesen verführt werden. Dieser Teil des Videos wurde in einem Bordell in Berlin-Charlottenburg mit professionellen männlichen und weiblichen Pornodarstellern wie Sophie Logan gedreht. Für die Sexszenen wurden alle Bandmitglieder gedoubelt, sie mussten lediglich die Mimik nachahmen. Die Köpfe der Musiker wurden später auf die Körper ihrer Doubles montiert.
Die unzensierte Fassung wurde in der limitierten „FSK ab 18“-Auflage der Video-Kompilation Videos 1995–2012 wiederveröffentlicht. Die von der FSK „ab 16“ freigegebene Auflage enthält dagegen eine zensierte Fassung, in welcher die expliziten Szenen durch nicht-pornografische Erotikszenen ersetzt wurden.

## Musikproduktion

### Menschen
Neben den sechs Bandmitgliedern waren folgende Menschen an der Musikproduktion beteiligt:
- Florian Ammon: Arrangement
- Schott Church: Arrangement-Assistenz
- Nick Essig: Arrangement-Assistenz
- Stefan Glaumann: Mischung
- Tom Van Heesch: Arrangement-Assistenz
- Jacob Hellner: Produktion
- Jörg Iwer: Produktionsleitung
- Henrik Johnsson: Mastering
- Ulf Kruckenberg: Arrangement
- Rossi Rossberg: Schlagzeugtechnik-Arrangement
- Michael Scully: Arrangement-Assistenz

### Studios
- Big Island Sound: Aufnahme
- Henson Recording Studios: Aufnahme
- Master of Audio: Mastering
- Sonoma Mountain Studio Estate: Aufnahme
- Studio Engine 55: Aufnahme
- Toytown Studio: Mischung[22]

## Chartplatzierungen
Pussy ist nach 15-jährigem Bandbestehen der erste Nummer-eins-Erfolg in den deutschen Singlecharts. Es ist ihr 18. Charterfolg in Deutschland sowie der achte Top-10-Erfolg der Band. In Österreich erreichten sie hiermit zum 16. Mal die Singlecharts, es ist ihr sechster Top-10-Erfolg in Österreich. In der Schweiz ist Pussy der 13. Charterfolg in den Singlecharts und im Vereinigten Königreich der achte. Des Weiteren platzierte sich die Single an der Chartspitze in Finnland, wo es nach Benzin ihr zweiter Nummer-eins-Erfolg ist.
| ChartsChartplatzierungen     | Höchstplatzierung | Wochen |
| ---------------------------- | ----------------- | ------ |
| Deutschland (GfK)            | 1 (11 Wo.)        | 11     |
| Österreich (Ö3)              | 4 (13 Wo.)        | 13     |
| Schweiz (IFPI)               | 12 (6 Wo.)        | 6      |
| Vereinigtes Königreich (OCC) | 95 (1 Wo.)        | 1      |

| ChartsJahrescharts (2009) | Platzierung |
| ------------------------- | ----------- |
| Deutschland (GfK)         | 43          |

## Verurteilung eines russischen Oppositionellen
Andrei Borowikow ist ein russischer Oppositioneller, der mit Alexei Nawalny zusammenarbeitete. Er teilte 2014 wie viele andere auch das Rammstein-Video auf VKontakte. 2021 wurde er im Gegensatz zu anderen wegen Verbreitung von Pornografie zu zweieinhalb Jahren Haft verurteilt. Das Urteil wird allgemein als politisch motiviert eingeschätzt. Amnesty International bezeichnete es als „absurd“. Rammstein-Gitarrist Richard Kruspe solidarisierte sich auf Instagram mit Borowikow. Eine offizielle Stellungnahme der Band gab es nicht. Darüber zeigte sich Borowikow enttäuscht, zumal die Band direkt kontaktiert worden sei.